# 356
Évszázadok: 3. század – 4. század – 5. század
Évtizedek: 300-as évek – 310-es évek – 320-as évek – 330-as évek – 340-es évek – 350-es évek – 360-as évek – 370-es évek – 380-as évek – 390-es évek – 400-as évek
Évek: 351 – 352 – 353 – 354 –  355 – 356 – 357 – 358 – 359 – 360 – 361

## Események

### Római Birodalom
- II. Constantius császárt és Iulianus caesart választják consulnak.
- Constantius császár halálbüntetés terhe mellett megtiltja a pogány áldozatokat és a pogány bálványok imádatát.
- Constantius Iulianusra bízza Gallia megtisztítását a fosztogató frankoktól és alemannoktól. Iulianus felmenti az ostromlott Augustodunumot, Brocomagusnál legyőzi az alemannokat, míg Durocortorumnál vereséget szenved. Télire Senonaeba húzódik, csapatait pedig szétosztja a környező városok védelmére. Dezertáló frank szövetségesei elárulják az alemannoknak, hogy a római fővezér egy alig védett városban tartózkodik, mire azok ostrom alá veszik Senonaet. Iulianus lovassági parancsnoka, Marcellus csak jelentős késéssel érkezik és menti fel a várost.

### Korea
- Meghal Hulhe, Silla királya. Utóda Nemul.

## Születések
- Aelia Flaccilla, I. Theodosius felesége

## Halálozások
- Remete Szent Antal, egyiptomi remete
- Vetranio, római politikus, rövid ideig császár
- Hulhe, sillai király

## Fordítás
- Ez a szócikk részben vagy egészben  a(z)   356 című angol Wikipédia-szócikk ezen változatának fordításán alapul.  Az eredeti cikk szerkesztőit annak laptörténete sorolja fel. Ez a jelzés csupán a megfogalmazás eredetét és a szerzői jogokat jelzi, nem szolgál a cikkben szereplő információk forrásmegjelöléseként.